# Fladdermusfåtölj

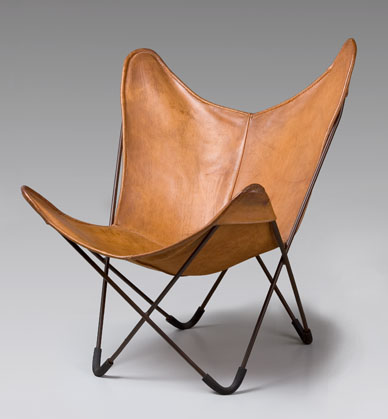
Fladdermusfåtölj

Fladdermusfåtöljen, eller BKF-fåtöljen, ritades 1938 av spanjoren Antonio Bonet och argentinarna Juan Kurchan och Jorge Ferrari-Hardoy. 
Fåtöljen har tillverkats på många håll i världen och kom via amerikanska Knoll till Europa. Svenska NK-bo licenstillverkade fåtöljen under 1950-talet i Nyköping. Fåtöljen kom att bli en symbol för ungdomsuppror mot en föräldrageneration som ansåg att ungdomar ska "sitta ordentligt".

## Nordiska producenter idag

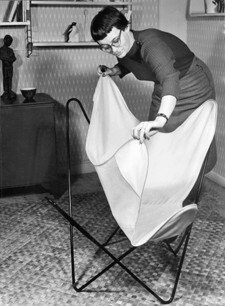
Inredningsarkitekten Lena Larsson monterar en fladdermusfåtölj på NK-bo 1950

Idag produceras fladdermusfåtöljer av många företag i världen. Bland de nordiska företag som har blivit internationellt erkända finns bland andra svenska Cuero Design och danska OX Denmark.